# Аркабай
Аркабай (каз. Арқабай) — село в Талгарском районе Алматинской области Казахстана. Входит в состав Панфиловского сельского округа. Находится примерно в 17 км к северо-западу от города Талгар. Код КАТО — 196253200.

## Население
В 1999 году население села составляло 668 человек (321 мужчина и 347 женщин). По данным переписи 2009 года, в селе проживало 797 человек (388 мужчин и 409 женщин).